# Roman Magdziarczyk
Roman Magdziarczyk (né le 5 juillet 1977 à Wałbrzych) est un athlète polonais spécialiste de la marche athlétique. 

## Biographie

### Palmarès
| Date | Compétition                   | Lieu       | Résultat | Épreuve      | Performance     |
| ---- | ----------------------------- | ---------- | -------- | ------------ | --------------- |
| 1997 | Championnats d'Europe espoirs | Turku      | 13e      | 20 km marche | 1 h 27 min 36 s |
| 1999 | Championnats du monde         | Séville    | 19e      | 50 km marche | 4 h 05 min 10 s |
| 2000 | Jeux olympiques d'été         | Sydney     | 8e       | 50 km marche | 3 h 48 min 17 s |
| 2002 | Championnats d'Europe         | Munich     | 14e      | 20 km marche | 1 h 22 min 57 s |
| 2003 | Championnats du monde         | Paris      | 7e       | 50 km marche | 3 h 44 min 53 s |
| 2004 | Jeux olympiques d'été         | Athènes    | 6e       | 50 km marche | 3 h 48 min 11 s |
| 2005 | Championnats du monde         | Helsinki   | 7e       | 50 km marche | 3 h 49 min 55 s |
| 2006 | Coupe du monde de marche      | La Corogne | 5e       | 50 km marche | 3 h 45 min 47 s |
| 2006 | Championnats d'Europe         | Göteborg   | 6e       | 50 km marche | 3 h 47 min 37 s |

### Records
| Épreuve      | Performance     | Lieu  | Date         |
| ------------ | --------------- | ----- | ------------ |
| 20 km marche | 1 h 20 min 47 s | Rumia | 12 juin 2005 |
| 50 km marche | 3 h 44 min 53 s | Paris | 27 août 2003 |